# Завземане: Сан Антонио
Завземане: Сан Антонио е кеч шоу в сериите на Завземане, което се провежда на 28 януари 2017 във Freeman Coliseum в Сан Антонио, Тексас. Събитието е продуцирано от WWE за тяхната марка NXT и се излъчва на живо по WWE Network.
Пет мача се провеждат по време на събитието. В главния мач, Боби Рууд побеждава Шинске Накамура, печелейки Титлата на NXT.

## Заден план
Завземане е серия от кеч шоута, започваща от 29 май 2014, след като развиващата се марка на WWE NXT провежда тяхното второ събитие на живо по WWE Network, Завземане. В следващите месеци, името „Завземане“ става марка за всички техни NXT събития на живо. Завземане: Бруклин е първото събитие извън Full Sail University. Завземане: Сан Антонио е тринайсетото подред събитие под името Завземане и първото за 2017.
На 14 декември 2016 в епизод на NXT, Боби Рууд побеждава Они Лоркан, класирайки се за елиминационен мач Фатална четворка за определяне на главен претендент заедно с Тай Дилинджър, Андраде Алмас и Родрик Стронг. На следващата седмица, Руъд побеждава Дилинджър, Алмас и Стронг, получавайки мач за Титлата на NXT срещу Шинске Накамура на Завземане: Сан Антонио.
На Завземане: Торонто на 19 ноември 2016, #DIY (Джони Гаргано и Томасо Чампа) побеждават Възраждането в мач два от три туша и печелят Отборните титли на NXT, докато Авторите на болка (Ейкам и Резар) побеждават ТМ-61 и печелят Отборната класика на Дъсти Роудс. След успешното залагане в реванша за титлите, Ейкам и Резар нападат Гаргано и Чампа. Отборен мач за титлите е уреден за Завземане: Сан Антонио.
На 11 януари 2017, в епизод на NXT, се показва, че Били Кей и Пейтън Ройс са атакували Аска по-рано през деня. След като Кей и Ройс побеждават Сара Бриджес и Мейси Еванс, Аска излиза и ги напада. Обаче, Кей и Ройс я надвиват. След това Ники Крос излиза, изглеждайки за да помогне на Аска, но я също я напада след като гони Кей и Ройс. На следващата седмица, мач Фатална четворка между четирите е уреден за Завземане: Сан Антонио.
Тай Дилинджър побеждава Ерик Йънг от САни†И чрез дисквалификация и се класира за мача Фатална четворка. След като губи от Боби Рууд, Дилинджър обсъжда с публиката дали още заслужава да бъде в NXT, преди да бъде прекъснат от Ерик Йънг, предлагайки му да се присъедини към САни†И. Дилинджър отказва, но вместо него подписалия с WWE, Деймо приема и се присъединява, предбивайки Дилинджър. Мач между Дилинджър и Йънг е уреден за Завземане: Сан Антонио.
По време на Фаталната четворка, Родрик Стронг елиминира Андраде Алмас. След като Алмас предлага мач на Стронг, той го приема. Мачът е уреден за Завземане: Сан Антонио.
На 25 януари 2017 официалният сайт на WWE обявява, че панела ан предварителното шоун на Завземане: Сан Антонио ще включва Чарли Карусо, коментатора на Първична сила, Кори Грейвс и коментатора на Турнирът за Титлата на Обединеното кралство, Найджъл Макгинес. На него ще се обявят победителите във вторите Годишни награди на NXT.

## Мачове
| №                                         | Резултати                                                                                            | Правила                                           | Време |
| ----------------------------------------- | --- | ------------------------------------------------- | ----- |
| 1                                         | Ерик Йънг (с Александър Улф и Килиан Дейн) побеждава Тай Дилинджър                                   | Индивидуален мач                                  | 10:55 |
| 2                                         | Родрик Стронг побеждава Андраде „Сиен“ Алмас                                                         | Индивидуален мач                                  | 11:40 |
| 3                                         | Авторите на болак (Ейкам и Резар) (с Пол Елъринг) побеждават #DIY (Джони Гаргано и Томасо Чампа) (ш) | Отборен мач за Отборните титли на NXT             | 14:30 |
| 4                                         | Аска (ш) побеждава Ники Крос, Били Кей и Пейтън Ройс                                                 | Мач Фатална четворка за Титлата при жените на NXT | 9:55  |
| 5                                         | Боби Рууд побеждава Шинске Накамура (ш)                                                              | Индивидуален мач за Титлата на NXT                | 27:15 |
| - (ш) – указва шампиона/шампионите в мача | |                                                   |       |